# Epidemiologia kliniczna
Epidemiologia kliniczna – część  epidemiologii, w której są wykorzystywne wiarygodne wyniki badań klinicznych, takich jak wyniki RCT (źródła danych dla EBM – „medycyny opartej na faktach”), wyniki obserwacji i efekty różnorodnych działań, podejmowanych w obszarze zdrowia publicznego. Bywa definiowana jako nauka obejmująca badania oraz kontrolę rozmieszczenia i wyznaczników chorób. Łączy wiedzę umożliwiającą rozwiązywanie problemów występujących:
- w różnych specjalistycznych laboratoriach (badania podstawowe, np. fizjologia, mikrobiologia, genetyka)
- „przy łóżku chorego” (np. diagnoza, wybór terapii, sposobów rehabilitacji, analiza możliwości wystąpienia powikłań itp.)
- w większej skali – w różnych społecznościach lokalnych, większych zbiorowościach lub w skali globalnej (np. globalne obciążenie chorobami, rozrodczość i śmiertelność, chorobowość i umieralność, pandemie).

Efektywność działań na każdym z wymienionych obszarów jest zależna od sprawności transferu wiedzy między obszarami. Od chwili pojawienia się w latach 30. XX w. pojęcia „epidemiologia kliniczna” znacznie wzrosły zasoby tej wiedzy i możliwości analizowania danych, ich gromadzenia i przekazywania (zob. EBM, Cochrane Collaboration). Obok epidemiologii i badań klinicznych rozwija się „medycyna translacyjna” („badania translacyjne”), ułatwiająca osiągnięcie celu wyrażonego np. w tytule  artykułu: Clinical and Translational Science: From Bench-Bedside to Global Village (od związku „stół laboratoryjny-łóżko chorego” do globalnej wioski).

## Rys historyczny

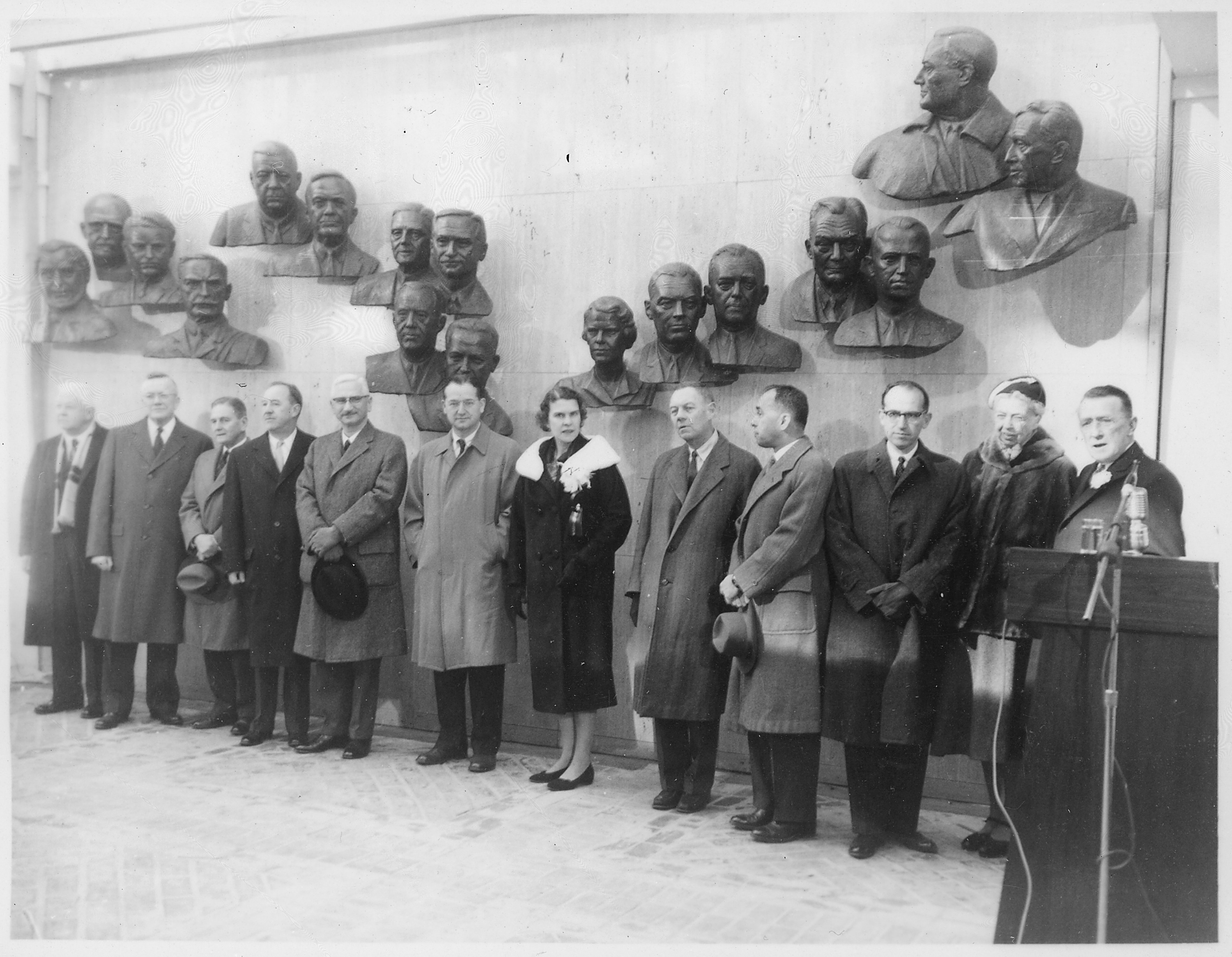
Liderzy w walce z polio, uhonorowani podczas otwarcia Polio Hall of Fame
(2 stycznia 1958)
Od lewej: John R. Paul, Thomas Francis Jr., Albert Sabin, Joseph L. Melnick, Isabel Morgan, Howard A. Howe, David Bodian, Jonas Salk, Eleanor Roosevelt i Basil O'Connor

Określenia „clinical epidemiology” użył po raz pierwszy amerykański wirusolog John R. Paul (1893–1971), związany w latach 1928–1961 ze School of Medicine w Uniwersytecie Yale, najlepiej znany z badań epidemiologicznych epidemii polio (w tym skuteczności i bezpieczeństwa szczepionek; zob. też John Franklin Enders, Thomas Huckle Weller i Frederick Chapman Robbins i in.. W maju 1938 roku wygłosił President's Address na trzydziestym dorocznym spotkaniu American Society for Clinical Investigation (ASCI) w Atlantic City. Wystąpienie poświęcił propozycji nazwania obszaru działalności członków stowarzyszenia „epidemiologią kliniczną” (ang. clinical epidemiology). 
John Paul stwierdził, że minęły czasy, w których medycyna zawdzięczała swój rozwój wielkim łowcom mikrobów (zob. drobnoustroje, do których zaliczano wówczas wirusy). Używając określenia „łowcy mikrobów” odwołał się do dorobku zasłużonych dla mikrobiologii lekarzy i naukowców z XVIII i XIX wieku – bohaterów reportaży zebranych i opublikowanych w 1926 roku w popularnej książce Paula de Kruifa pt. Microbe Hunters (Anton van Leeuwenhoek, Lazzaro Spallanzani, Louis Pasteur, Robert Koch, Emil von Behring i inni). Nowy prezes ASCI ostrzegł, że pojawił się niebezpieczny kult nowych narzędzi naukowych, podczas gdy najnowsze metody diagnostyki laboratoryjnej nie gwarantują wyjaśnienia rzeczywistych przyczyn choroby (etiologia często pozostaje niepewna). 
Kilka lat później redaktorzy czasopisma ASCI (Journal of Clinical Investigation) potwierdzili, że kult najnowszych technik diagnostycznych trzeba ograniczyć, a zwrócić większą uwagę na zależność zdrowia człowieka od czynników emocjonalnych, społecznych i ekonomicznych (zob. historia pojęcia „zdrowie”). Uznano konieczność powiązania tradycyjnego leczenia w warunkach klinicznych z epidemiologią.
„Epidemiologia kliniczna” – jej zakres i nazwa – nie została zaakceptowana powszechne. Jednym z krytyków był John M. Last, profesor epidemiologii w University of Ottawa, autor m.in. A Dictionary of Epidemiology. W swoim artykule pt. What is „Clinical Epidemiology”? (1980) stwierdził, że nazwa jest oksymoronem i ostrzegał przed bezkrytycznym popularyzowaniem nowych koncepcji wśród młodzieży akademickiej. 
Na liście osób,  które wniosły istotny wkład w rozwój epidemiologii klinicznej znajdują się m.in.: 
- David L. Sackett – założyciel i kierownik pierwszego wydziału epidemiologii klinicznej w McMaster University (Kanada)[23][24] i jego współpracownicy i współautorzy licznych publikacji (m.in. R. Brian Haynes, Gordon H. Guyatt, Peter Tugwell i inni[25]
- Alvan Feinstein – klinicysta internista, epidemiolog i nauczyciel akademicki, założyciel i redaktor Journal of Clinical Epidemiology, „the father of clinical epidemiology, 1925-2001”[26][27][28][29], autor m.in. cenionego podręcznika Clinical Epidemiology: The Architecture of Clinical Research (1985)[30]
- Robert H. Fletcher (internista, onkolog[31][32] i Suzanne W. Fletcher (internistka, lider w przesiewowych i profilaktycznych badaniach raka piersi)[33][34], autorzy wielokrotnie wznawianej i tłumaczonej na inne języki książki Clinical Epidemiology: The Essentials[c][35].

W czasie ok. 70 lat od chwili pojawienia się pojęcia „epidemiologia kliniczna” w medycynie zaszły rewolucyjne zmiany. 
Opracowano wiarygodne metody określania skuteczności leczenia – generowania wiarygodnych dowodów, ich szybkiej krytycznej oceny oraz metod przechowywania i udostępniania. Powstała możliwość rozwoju medycyny opartej na dowodach i ich syntezie. W końcu XX wieku rozpoczęto badania w dziedzinie metagenomiki, co doprowadziło do rozpoczęcia realizacji programu Human Microbiome Project (2007–2006, tzw. drugi Human Genome Project), skierowanego na poznanie bioty człowieka, jej zmian i znaczenia dla zachowania zdrowia (np. mikrobiom układu oddechowego, mikrobiom jelit). 
Miarą wpółczesnej popularności epidemiologii klinicznej jako specjalności lekarskiej jest np. liczba odpowiedzi na zapytanie Clinical epidemiologist w Google Scholar. Na liście czołowe miejsca zajmują naukowcy, których artykuły były cytowane 3,5–4,5 tysiąca razy.

## Podstawowe problemy
Epidemiologia ułatwia praktyczną działalność pracowników  placówek ochrony zdrowia (lekarze, pielęgniarki, fizjoterapeuci i  in.) umożliwiając podejmowanie decyzji klinicznych na podstawach naukowych, z wykorzystaniem danych z baz epidemiologicznych. Epidemiolodzy kliniczni poszukują w nich odpowiedzi pytania skupione wokół kilku głównych zagadnień, wśród których są próby uściślenia pojęć: norma i nieprawidłowości, dokładność testów diagnostycznych, naturalna historia choroby i prognozowanie dalszego przebiegu, skuteczność leczenia, profilaktyka w praktyce klinicznej. 

### Definicje normy i nieprawidłowości

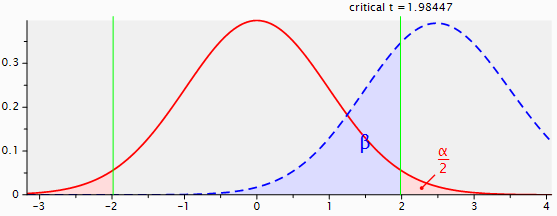
Rzetelną interpretację wyników badań umożliwiają testy statystyczne

Wszystkie decyzje o przebiegu postępowania klinicznego są poprzedzane kontrolą obserwowanych u chorego objawów i reakcji oraz, w razie potrzeby, wykonaniem odpowiednich testów diagnostycznych. Duża różnica między wynikami testów uzyskiwanymi dla osób zdrowych i chorych występuje rzadko. W przypadkach wątpliwości niezbędne jest odwołanie się do biostatystyki. 
Przeważnie rozkłady wyników zgromadzonych dla wielu osób metodami diagnostyki laboratoryjnej w dużym stopniu pokrywają się. Jeżeli zbliżone są wyznaczniki zdrowia często otrzymuje dla wszystkich jeden rozkład normalny (zob. centralne twierdzenie graniczne). W takich sytuacjach bywają stosowane trzy kryteria. Na chorobę wskazuje obserwacja, że wynik testu:
1. nie mieści się w arbitralnie wyznaczonym przedziale (np. odległość {\displaystyle \leqslant 2\sigma } od wartości średniej)
2. jest położony po stronie „choroba” względem wartości arbitralnie wskazanej jako granica między wynikami osób zdrowych i chorych (przykład: porównanie rozkładów stężenia cholesterolu wśród osób z chorobą wieńcową serca i bez tej choroby, zob. też czułość i swoistość testów)
3. dowodzi skuteczności podawanego leku

Opieranie się na arbitralnie wybranych granicach normy bywa niewskazane. W polemikach epidemiologów często jest przywoływany artykuł z 1985 roku pt. Sick individuals and sick populations (chore osoby i chore populacje). Jego autor, Geoffrey Rose przytacza m.in. przykład wyraźnie różniących kształtem i położeniem wykresów rozkładu skurczowego ciśnienia krwi u mężczyzn w średnim wieku w populacjach kenijskich koczowników i urzędników w Londynie.

### Testy diagnostyczne

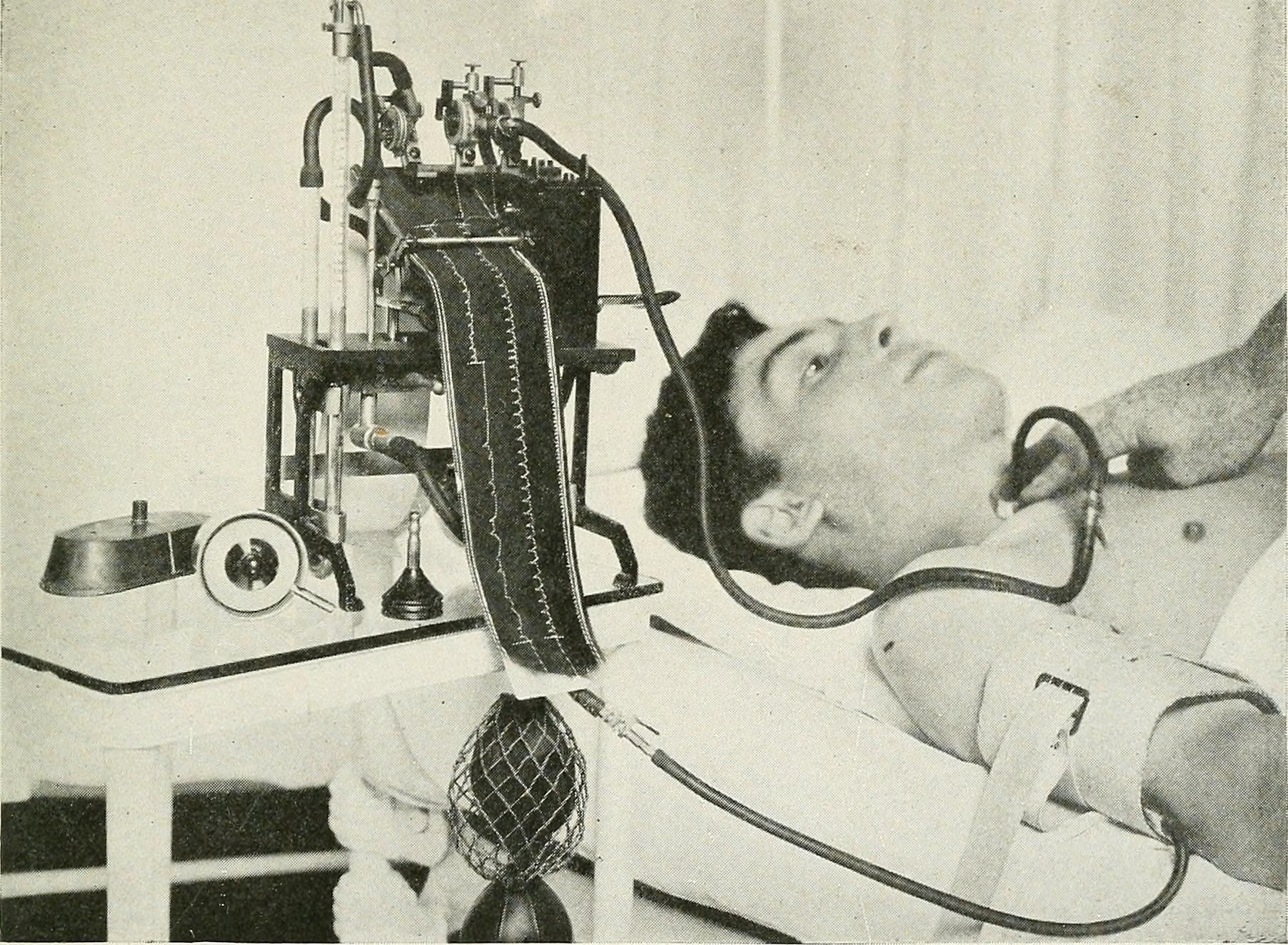
Diagnostyka medyczna w 1920 roku (przykład)

Prawidłowe testowanie diagnostyczne prowadzone w praktyce klinicznej jest procesem naukowym, zmierzającym do potwierdzenia lub odrzucenia przypuszczeń dotyczących wstępnego rozpoznania opartego np. na rodzaju narażenia lub objawach klinicznych. Tak rozumiana diagnoza nie zawsze pozwala jednoznacznie przyjąć lub odrzucić hipotezę klinicysty. Oceny wartości testu diagnostycznego obejmują wartość różnych wykonanych badań laboratoryjnych – mikrobiologicznych, biochemicznych, fizjologicznych, anatomicznych i in. Oceniana jest również wartość diagnostyczna subiektywnych i obiektywnych objawów choroby. 
Odpowiedzi testów statystycznych mogą być (zob. tablica pomyłek):
- prawdziwe (prawdziwie dodatnia lub prawdziwie ujemna)
- fałszywe (fałszywie dodatnia lub fałszywie ujemna)

Udział prawdziwie dodatnich wyników wśród wszystkich wyników dodatnich (PPV od ang. positive predictive value) jest miarą wartości predykcyjnej testu. Wysoka precyzja testu zależy  od jego charakterystyki oraz od chorobowości (częstość występowania stanu dodatniego w populacji). Analogicznie udział prawdziwie ujemnych wyników wśród wszystkich ujemnych (NPV od ang. negative predictive value) wyraża prawdopodobieństwo, że prawdziwy jest wynik ujemny.

### Naturalna historia choroby i prognozowanie dalszego przebiegu
Naturalna historia choroby (ang. natural history of disease) to jej przebieg (dzieje) bez interwencji zewnętrznych. Wyróżnia się okresy:
1. utajenia (dla chorób zakaźnych – okres wylęgania) – od zadziałania czynnika chorobotwórczego do wystąpienia objawów.
2. zwiastunów (objawy prodromalne) – od pojawienia się pierwszych objawów do pełnego rozwoju objawów klinicznych (może kończyć się wyzdrowieniem, gdy mechanizmy obronne ustroju są bardzo silne)
3. jawny – występowanie podstawowych objawów klinicznych choroby (podmiotowe i przedmiotowe, ogólne i miejscowe); przebieg choroby może być ostry, podostry lub przewlekły, zależnie od reakcji organizmu pacjenta na bodziec patologiczny
4. zejście choroby – np. powrót do zdrowia, spontaniczna regresja lub przejście postaci ostrej w przewlekłą, remisja i nawroty, wyzdrowienie z upośledzeniem sprawności (zob. definicje niepełnosprawności), śmierć

Lekarze-epidemiolodzy gromadzą dane o przebiegu chorób wielu ludzi, należących do różnych populacji (np. losowo wytypowani przedstawiciele kohort). Dostęp do wiarygodnych baz takich danych ułatwia lekarzom-klinicystom prognozowanie dalszego przebiegu choroby swojego pacjenta oraz oszacowanie prawdopodobieństwa, że wybrana terapia jest najbardziej efektywna i skuteczna w danej sytuacji. Prognozy dalszego przebiegu choroby zwykle obejmują też pytania o przeżywalność (statystyki informują np. że około 70% pacjentów przeżywa pierwszy rok po ostrym zawale mięśnia sercowego, a najwięcej zgonów następuje bezpośrednio po zawale).

### Efektywność leczenia
Kliniczne badania eksperymentalne i obserwacje efektywności i skuteczności leczenia są podstawą medycyny opartej na dowodach naukowych (EBM, Evidence Based Medicine).  Poszukiwane są odpowiedzi na pytania o efektywność leczenia (efektywność praktyczna, ang. effectiveness), skuteczność (efektywność kliniczna, ang. efficacy) i wydajność lub efektywność ekonomiczną (ang. efficiency). Odpowiedzi najbardziej wiarygodne uzyskuje się w wyniku randomizowanych kontrolowanych badań klinicznych (RCT). Deklaracja CONSORT i inne podobne inicjatywy zmierzają do zachowania wysokiej jakości raportów z tych badań.

### Profilaktyka w praktyce klinicznej
Potrzeba profilaktyki zdrowotnej wynika zarówno z bezpośredniego kontaktu lekarza z pacjentem jak z badań epidemiologicznych w społecznościach lokalnych i w skali globalnej (zob. definicja zdrowia publicznego).  
Dotyczy to profilaktyki: 

Jeden z efektów wczesnej profilaktyki – nikotynizm wśród mieszkańców krajów OECD (zob. oddziaływanie czynnego palenia na zdrowie)

- wczesnej – utrwalanie wzorców zdrowego stylu życia
- pierwszorzędowej – zapobieganie chorobom (kontrolowanie czynników ryzyka)
- wtórnej – zapobieganie konsekwencjom (wczesne wykrywanie i leczenie)
- trzeciorzędowej – zahamowanie postępu choroby, ograniczenie powikłań

Korzyści płynące ze współpracy klinicystów i epidemiologów ilustrują przykłady wdrożenia programów w dziedzinie pediatrii i noenatologii, np.:
- skrining wrodzonych zaburzeń metabolizmu (np. fenyloketonuria)
- immunizacja dzieci
- obiektywne oceny fizycznego rozwoju dzieci (siatka centylowa)

Wpływ na zdrowie publiczne wywierają również pulmonolodzy, wyjaśniający pacjentom–palaczom mechanizm szkodliwego oddziaływania dymu tytoniowego i lekarze-klinicyści innych specjalności.

## Epidemiologia jako specjalizacja medyczna
W Polsce epidemiologia jest jedną ze specjalizacji medycznych, w której specjalizować się mogą lekarze, lekarze dentyści, diagności laboratoryjni, farmaceuci, psycholodzy, magistrzy zdrowia publicznego, dietetycy i inne zawody mające zastosowanie w ochronie zdrowia. Szkolenie specjalizacyjne z zakresu epidemiologii trwa 4 lata lub 3 lata. Jest to jedna z wzajemnie uznawanych specjalizacji w krajach Unii Europejskiej. Konsultantem krajowym w tej dziedzinie od 21 czerwca 2023 roku jest dr hab. Iwona Anna Paradowska-Stankiewicz.

## Specjalistyczne wydawnictwa
Problematyce epidemiologii klinicznej są poświęcone takie czasopisma medyczne, jak: 
- Journal of Clinical Epidemiology (od 1988)[52]
- Clinical and Translational Science (od 2008)[53]
- Clinical Epidemiology (od 2009)[54]
- American Journal of Translational Research (od 2009; czasopismo Central Society for Clinical and Translational Research)[55]
- Clinical Epidemiology and Global Health (od 2013)[56]

W wydanym przez Przegląd Epidemiologiczny Słowniczku terminów epidemiologicznych hasła „epidemiologia kliniczna” nie zamieszczono, jednak pojęcie jest stosowane w polskim piśmiennictwie. Jest m.in. tytułem książki wydanej przez PZWL w 1997 roku lub tytułem rozdziału w książce Podstawy epidemiologii (wyd. Instytut Medycyny Pracy, 1996 i 2002).